# Grémonville
Pour les articles homonymes, voir Grémonville (homonymie).
Grémonville est une commune française située dans le département de la Seine-Maritime en région Normandie.

## Géographie

### Localisation
La commune est située dans le pays de Caux.
| Yvecrique       |             | Criquetot-sur-Ouville |
| Étoutteville    | Grémonville |                       |
| Ectot-lès-Baons | Flamanville | Motteville            |

### Hydrographie
La commune est située dans le bassin Seine-Normandie. Elle n'est drainée par aucun cours d'eau,.

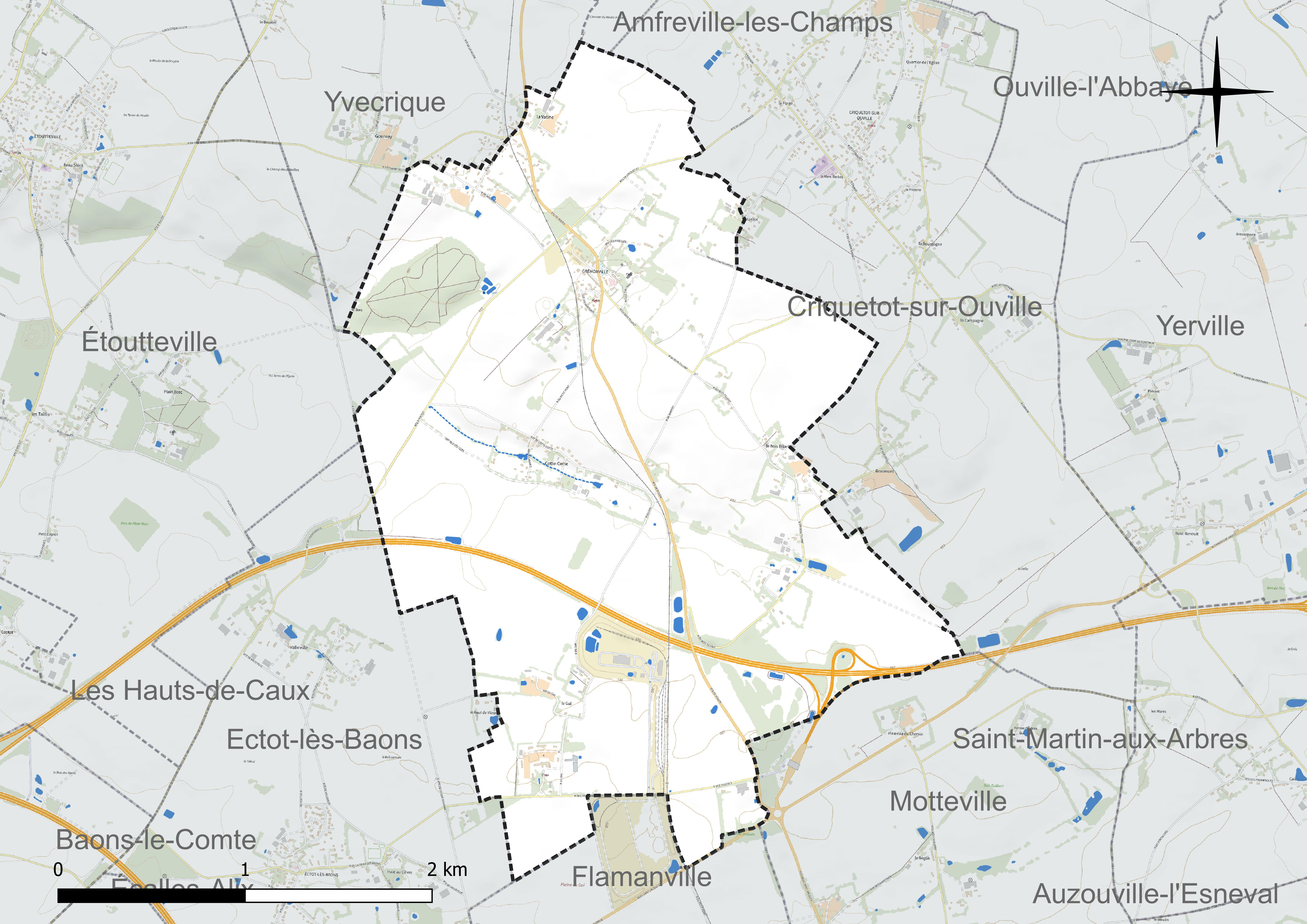
Réseau hydrographique de Grémonville.

### Climat
Pour des articles plus généraux, voir Climat de la Normandie et Climat de la Seine-Maritime.
En 2010, le climat de la commune est de type climat océanique altéré, selon une étude du CNRS s'appuyant sur une série de données couvrant la période 1971-2000. En 2020, Météo-France publie une typologie des climats de la France métropolitaine dans laquelle la commune est exposée à un climat océanique et est dans la région climatique Côtes de la Manche orientale, caractérisée par un faible ensoleillement (1 550 h/an) ; forte humidité de l’air (plus de 20 h/jour avec humidité relative > 80 % en hiver), vents forts fréquents. Parallèlement le GIEC normand, un groupe régional d’experts sur le climat, différencie quant à lui, dans une étude de 2020, trois grands types de climats pour la région Normandie, nuancés à une échelle plus fine par les facteurs géographiques locaux. La commune est, selon ce zonage, exposée à un « climat maritime », correspondant au Pays de Caux, frais, humide et pluvieux, légèrement plus frais que dans le Cotentin.
Pour la période 1971-2000, la température annuelle moyenne est de 10,1 °C, avec une amplitude thermique annuelle de 14,2 °C. Le cumul annuel moyen de précipitations est de 984 mm, avec 14 jours de précipitations en janvier et 9 jours en juillet. Pour la période 1991-2020, la température moyenne annuelle observée sur la station météorologique la plus proche, située sur la commune d'Ectot-lès-Baons à 3 km à vol d'oiseau, est de 10,8 °C et le cumul annuel moyen de précipitations est de 905,5 mm,. Pour l'avenir, les paramètres climatiques de la commune estimés pour 2050 selon différents scénarios d'émission de gaz à effet de serre sont consultables sur un site dédié publié par Météo-France en novembre 2022.

## Urbanisme

### Typologie
Au 1er janvier 2024, Grémonville est catégorisée commune rurale à habitat dispersé, selon la nouvelle grille communale de densité à sept niveaux définie par l'Insee en 2022.
Elle est située hors unité urbaine. Par ailleurs la commune fait partie de l'aire d'attraction de Rouen, dont elle est une commune de la couronne,. Cette aire, qui regroupe 317 communes, est catégorisée dans les aires de 200 000 à moins de 700 000 habitants,.

### Occupation des sols
L'occupation des sols de la commune, telle qu'elle ressort de la base de données européenne d’occupation biophysique des sols Corine Land Cover (CLC), est marquée par l'importance des territoires agricoles (91,7 % en 2018), en diminution par rapport à 1990 (97 %). La répartition détaillée en 2018 est la suivante : 
terres arables (65,2 %), prairies (13,6 %), zones agricoles hétérogènes (12,9 %), forêts (3 %), mines, décharges et chantiers (2,9 %), milieux à végétation arbustive et/ou herbacée (2,4 %). L'évolution de l’occupation des sols de la commune et de ses infrastructures peut être observée sur les différentes représentations cartographiques du territoire : la carte de Cassini (XVIIIe siècle), la carte d'état-major (1820-1866) et les cartes ou photos aériennes de l'IGN pour la période actuelle (1950 à aujourd'hui).

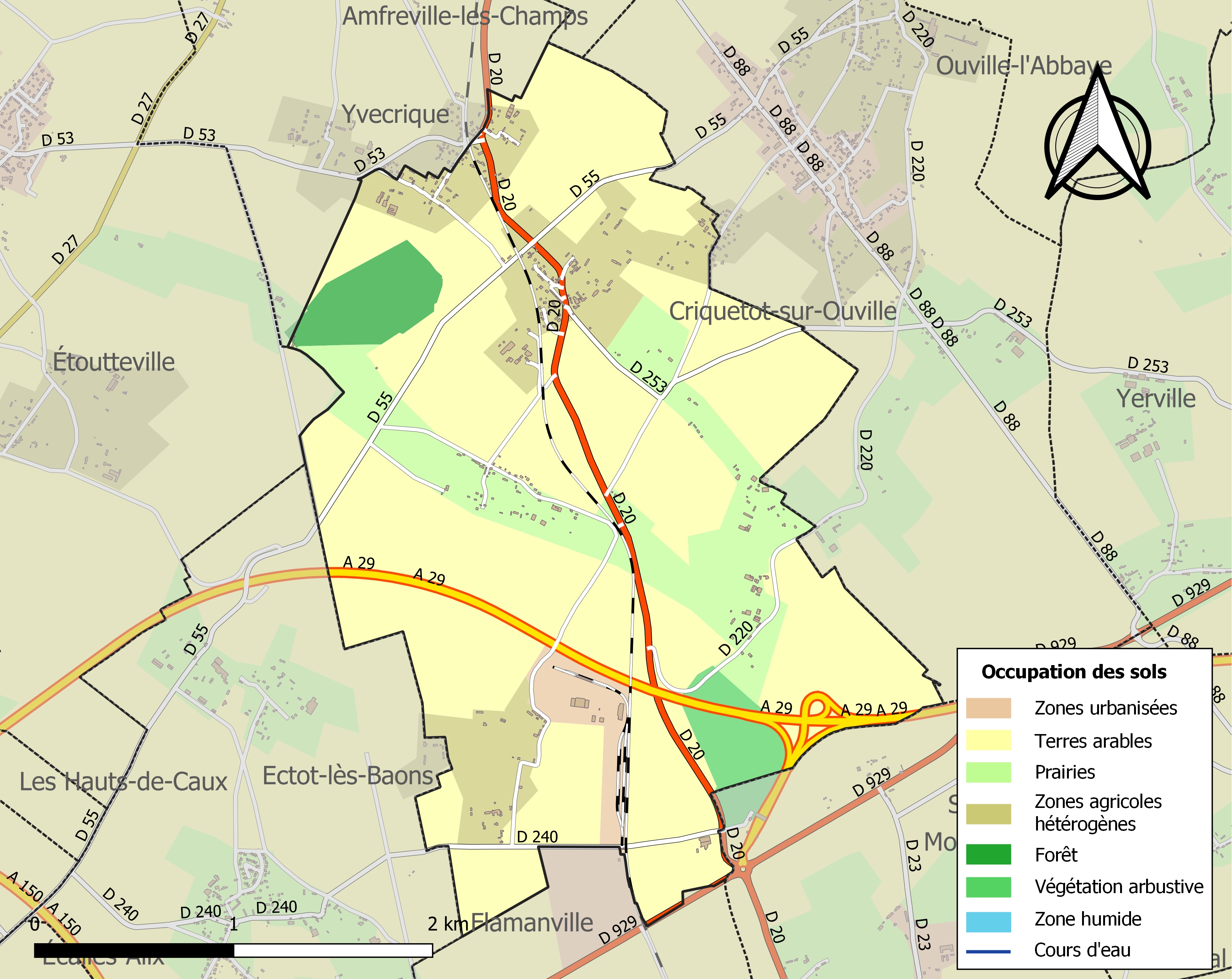
Carte des infrastructures et de l'occupation des sols de la commune en 2018 (CLC).

## Toponymie
Le nom de la localité est attesté sous la forme Germudi villa en 1049, Germundivilla en 1071, Germunvilla en 1147, Gremunvilla en 1279.
Selon Ernest Nègre, il s'agit d'un toponyme en -ville au sens ancien de « domaine rural » (cf. villa), précédé du nom de personne d'origine germanique Germod ou Germund (proche également du vieux norrois Geirmundr).

## Politique et administration
| Période                                  | Période                    | Identité                            | Étiquette | Qualité |
| ---------------------------------------- | -------------------------- | ----------------------------------- | --------- | --- |
| Les données manquantes sont à compléter. |                            |                                     |           | |
|                                          |                            | Louis Marcel Bataille de Bellegarde |           | |
| 1861                                     |                            | Albert Bataille de Bellegarde       |           | |
| 1911                                     | 1927                       | Pierre Haincque de Saint-Senoch     |           | |
| 1953                                     | 1959                       | Constant Lecœur                     | Rad.      | Agriculteur Député de la Seine-Maritime (1956 → 1958)                                                             |
| Les données manquantes sont à compléter. |                            |                                     |           | |
| juin 1995                                | avril 2014                 | Jean-Louis Denouette                |           | |
| avril 2014                               | En cours (au 10 août 2020) | Daniel Beuzelin                     |           | Agriculteur Vice-président de la CC Plateau de Caux-Doudeville-Yerville (2020 → ) Réélu pour le mandat 2020-2026, |

## Démographie
L'évolution du nombre d'habitants est connue à travers les recensements de la population effectués dans la commune depuis 1793. Pour les communes de moins de 10 000 habitants, une enquête de recensement portant sur toute la population est réalisée tous les cinq ans, les populations de référence des années intermédiaires étant quant à elles estimées par interpolation ou extrapolation. Pour la commune, le premier recensement exhaustif entrant dans le cadre du nouveau dispositif a été réalisé en 2007.

En 2022, la commune comptait 447 habitants, en évolution de +4,44 % par rapport à 2016 (Seine-Maritime : +0,35 %, France hors Mayotte : +2,11 %).
| 1793 | 1800 | 1806 | 1821 | 1831 | 1836 | 1841 | 1846 | 1851 |
| ---- | ---- | ---- | ---- | ---- | ---- | ---- | ---- | ---- |
| 680  | 600  | 618  | 527  | 573  | 611  | 580  | 522  | 542  |

| 1856 | 1861 | 1866 | 1872 | 1876 | 1881 | 1886 | 1891 | 1896 |
| ---- | ---- | ---- | ---- | ---- | ---- | ---- | ---- | ---- |
| 493  | 500  | 482  | 486  | 446  | 449  | 402  | 397  | 338  |

| 1901 | 1906 | 1911 | 1921 | 1926 | 1931 | 1936 | 1946 | 1954 |
| ---- | ---- | ---- | ---- | ---- | ---- | ---- | ---- | ---- |
| 351  | 352  | 387  | 385  | 354  | 433  | 511  | 445  | 450  |

| 1962 | 1968 | 1975 | 1982 | 1990 | 1999 | 2006 | 2007 | 2012 |
| ---- | ---- | ---- | ---- | ---- | ---- | ---- | ---- | ---- |
| 303  | 333  | 346  | 401  | 452  | 393  | 390  | 388  | 416  |

| 2017 | 2022 | - | - | - | - | - | - | - |
| ---- | ---- | - | - | - | - | - | - | - |
| 433  | 447  | - | - | - | - | - | - | - |

## Culture locale et patrimoine

### Lieux et monuments
- Le château ;
- l'église Saint-Pierre-et-Saint-Paul ;
- le prieuré.

### Personnalités liées à la commune
- Micheline Ostermeyer (1922-2001) passe les dernières années de sa vie à Grémonville.
- Constant Lecœur (1923-2000), né à Grémonville, député, ancien maire.
- Albert de Bellegarde, né à Grémonville en 1832, collectionneur.
- Alexis Gougeard grandit à Grémonville.

### Héraldique
| Armes de Grémonville | Les armes de la commune de Grémonville se blasonnent ainsi : d’azur au chevron d’argent chargé d’une fleur de lys de gueules soutenue de deux molettes d’éperon du même posées à plomb, accompagné en chef de deux têtes de léopard d’or et en pointe d’un coq du même. Les deux têtes de léopards d'or rappellent les armes de la Normandie. |